# Бретън-Удска система
Бретънудската система (на английски: Bretton Woods system) е международна система за организация на валутните курсове и търговските разплащания, установена в резултат на провеждането на специална международна конференция (Бретон-Удската конференция, състояла се от 1 до 22 юли 1944 г.) Името си получава по името на курорта Бретън Удс (на английски: Bretton Woods) в щат Ню Хампшър, САЩ.
На конференцията участват 45 държави и нейната цел е организация на международните парични отношения по нов начин след Втората световна война. Обменните курсове на валутите трябвало да бъдат по-гъвкави от използвания дотогава златен стандарт и съотношението им трябвало периодично да се пригажда към стопанската производителност на съответните държави чрез ревалвация или девалвация. По този начин се целяло да се предотврати дефлационното въздействие на дефицитите в платежните баланси, възникнали преди Втората световна война и да се възстанови валутната конвертируемост в името на безпрепятственото движение на стоки. На страните бил даден петгодишен преходен период за премахване на валутния контрол и търговските ограничения.
Две основни фигури на тази конференция са Джон Мейнард Кейнс (начело на британската делегация) и Хари Декстър Уайт (сътрудник секретар в американското министерство на финансите).
Планът на Кейнс предлага световна валутна система, основана не върху съществуваща вече валута, а върху нова – така нареченият „банкор“. Американците от друга страна предлагат организация около американския долар, както и създаването на фондове за стабилизация, с помощта на влогове от страна на страните-членки, както и създаването на банка за преустройство и възстановяване след войната. В крайна сметка надделява предложението на Уайт, което организира световната валутна система около американския долар, но той от своя страна е свързан с фиксирана цена на златото от 35 долара за тройунция. Така щатският долар става световна валута, наред със златото.
Друга цел на конференцията е да сведе до минимум опасността от спекулативно движение на капитали като създаде ефикасни мерки за контрол. Затова тя поставя началото на такива организации като Международна банка за възстановяване и развитие (МБВР) и Международният валутен фонд (МВФ), които отпускат кредити за страните-членки за преодоляване на краткосрочни дефицити в платежния им баланс, без да се налага незабавно обезценяване на валутата.